# 椿鮒子
椿 鮒子（つばき ふなこ、1964年8月15日 - ）は、日本の女優、タレント。神奈川県横浜市出身。だるま企画／劇団だるま座所属。元WAHAHA本舗所属、元グッドラックカンパニー業務提携。セクシー寄席の元メンバー（2008年9月退団）。血液型はO型。

## 略歴
主な出演番組に『雷波少年』（日本テレビ）、『人にやさしく』（フジテレビ）などがある。顔が井上ひさしに似ているといわれることがあり、『雷波少年』でTプロデューサーからもいわれたことがある。
『雷波少年』内の企画で、結婚式を挙げた。相手は長年の交際があった放送作家。顔が鮒子に似ていることから、仲間内からは「鮒夫」と呼ばれている。
また、同番組の企画内で自転車の速さを見せ、最高速度では60km/hほども出したことがある。さらに、フランスで企画を行った際は、自転車レーサー達に抜かれたのに奮起してママチャリで2度抜き返し、「信じられない! ツール・ド・フランスにだって出られるよ!」と驚かれた。
文化服装学院出身で服飾関係の仕事をしたこともある。

## 出演

### 過去のレギュラー番組
- 雷波少年（日本テレビ）「鮒子のViva★特売!」と「鮒子のViva★タダ食い!」
- 所さんの学校では教えてくれないそこんトコロ!（テレビ東京）紹介VTRにて
- 通販DJ（フジテレビ）

### テレビドラマ
- 人にやさしく（2002年、フジテレビ）
- 特捜刑事・遠山怜子（2003年、テレビ東京）
- 爆竜戦隊アバレンジャー（2004年、テレビ朝日）- 今中真理 役
- 時効警察（2006年、テレビ朝日） - 夏川リナ 役
- 美少女戦麗舞パンシャーヌ 奥様はスーパーヒロイン!（2007年、テレビ東京）
- ゲゲゲの女房（2010年、NHK）
- モリのアサガオ（2010年、テレビ東京）
- リアル鬼ごっこ THE ORIGIN（2013年、首都圏トライアングル） - 高嶋昌江 役
- ウルトラマンR/B（2018年、テレビ東京） - 常連客 役
- 鉄オタ道子、2万キロ（2022年、テレビ東京） - 百姓屋主人 役

### 映画
- 冬の幽霊たち ウィンターゴースト（2005年、WAHAHA本舗） - ホームレスの女幽霊 役
- ユートピア（2018年、トリウッド） - 浦沢さん 役
- さそりとかゑる（2019年、ユナイテッドエンタテインメント） - 斑目麻里 役
- いまダンスをするのは誰だ?（2023年、アークエンタテインメント） - 大塚典子 役

### PV
- 小倉優子「オンナのコ♡オトコのコ」
- 坂詰美紗子「恋の誕生日」